# Avenue Théophile-Gautier
L'avenue Théophile-Gautier est une voie située dans le quartier d'Auteuil du 16e arrondissement de Paris, en France.

## Situation et accès
L'avenue Théophile-Gautier est une voie publique située dans le 16e arrondissement de Paris. Elle commence au 27, rue Gros et se termine au 2, rue d'Auteuil et au 27-31, rue Corot. Elle est longue de 550 mètres et large de 20 mètres.

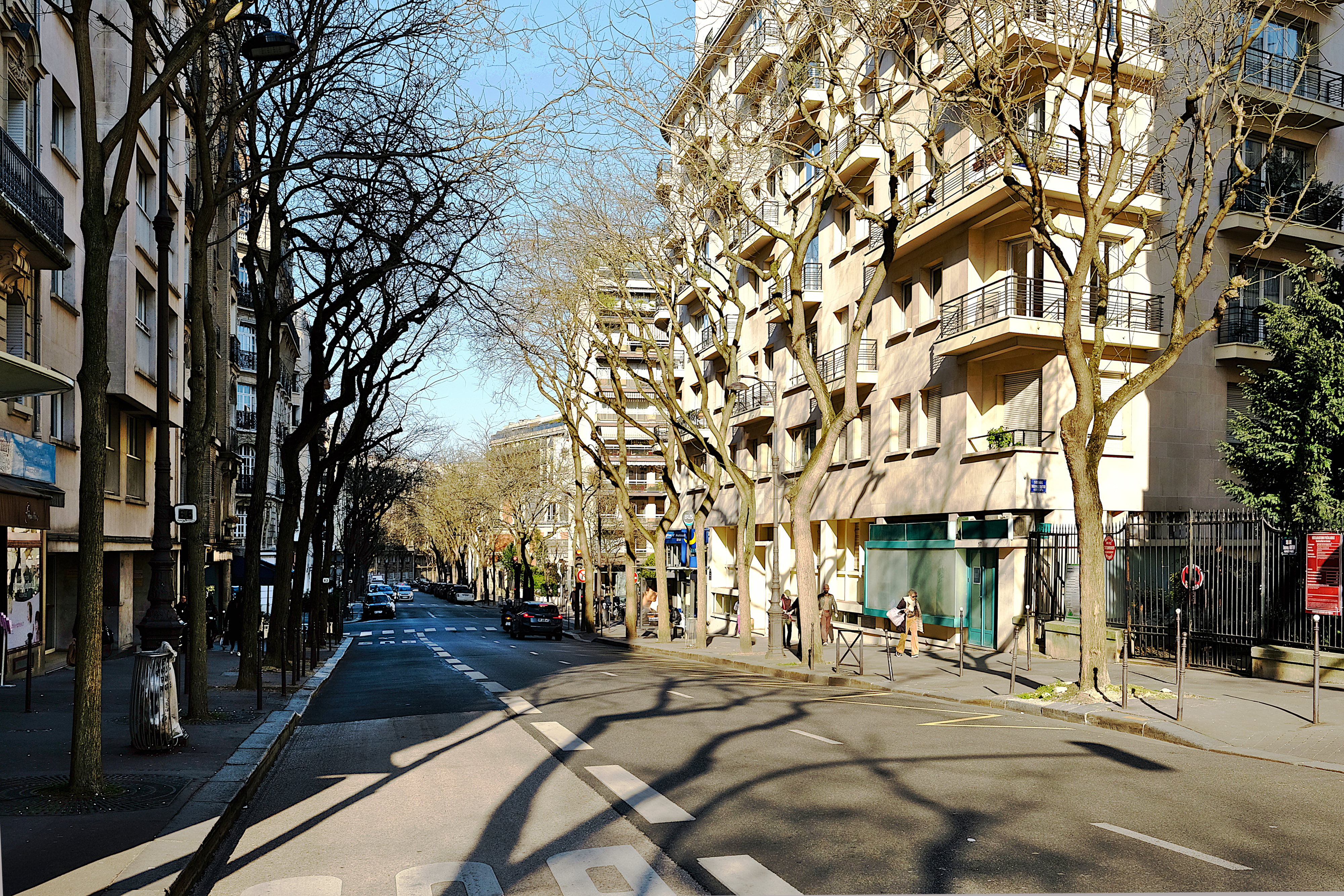
Vers la rue de Rémusat.
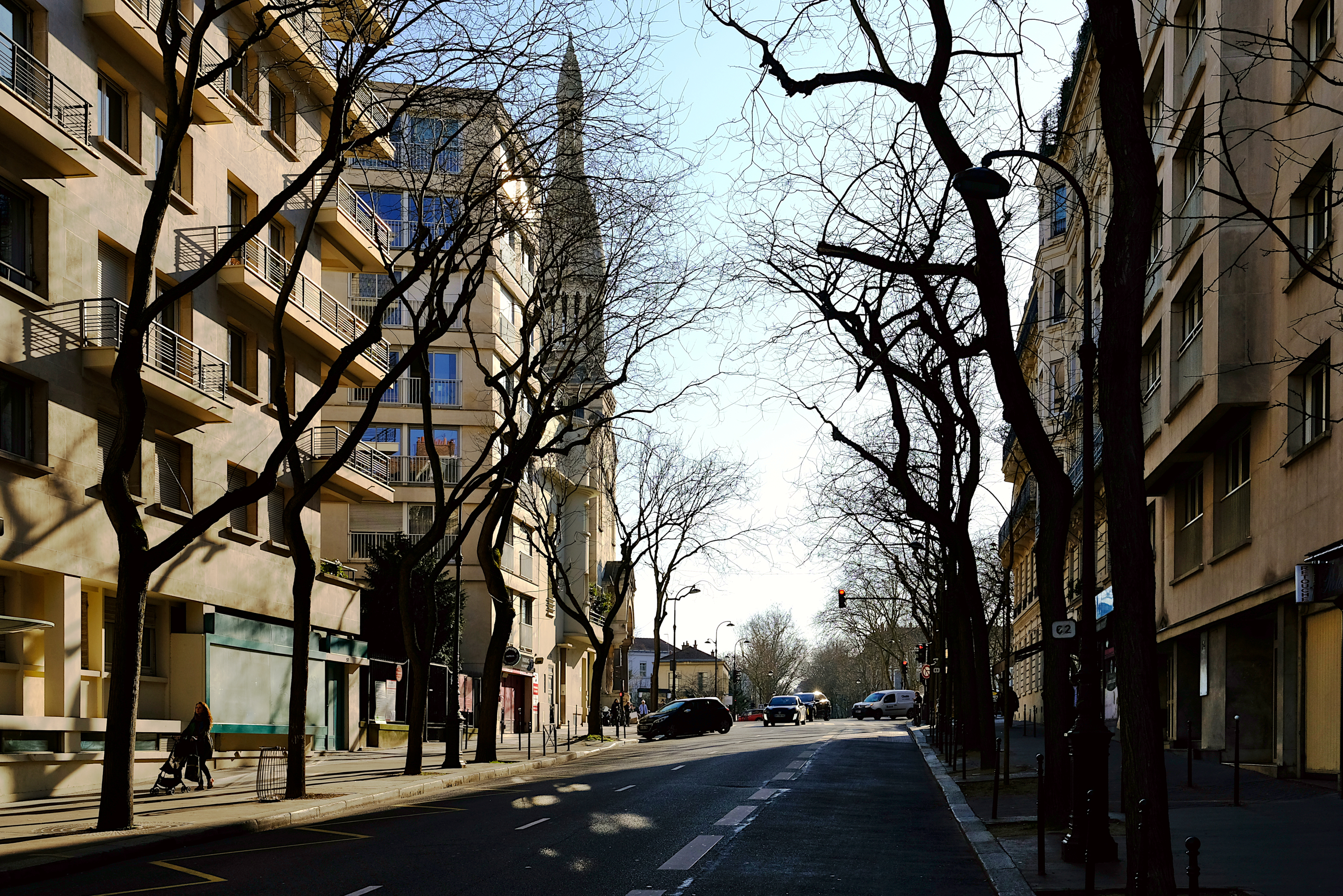
Vers l'église Notre-Dame d'Auteuil.

D’est en ouest, elle croise successivement :
- la rue François-Millet ;
- l’avenue de l'Abbé-Roussel et, dans son prolongement, l’avenue Perrichont ;
- la rue du Père-Brottier ;
- la rue François-Gérard ;
- la rue George-Sand ;
- la rue Leconte-de-Lisle et, dans son prolongement, la rue de Rémusat ;
- le square Théophile-Gautier.

## Origine du nom

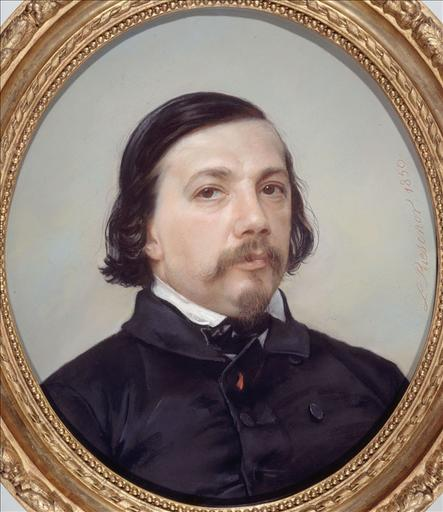
L'écrivain Théophile Gautier (1850).

Elle porte le nom de l'écrivain français Théophile Gautier (1811-1872).

## Historique
Cette rue a été ouverte en deux phases :
- entre les rues François-Gérard et du Père-Brottier et la rue d'Auteuil par un décret du 27 janvier 1876 sur l'emprise d'une partie de la rue de la Municipalité ; elle s'appelle alors « rue de la Mire » puis devient la « rue du Point-du-Jour » et enfin la « rue Théophile-Gautier » ;
- par décret du 10 juillet 1882, elle est prolongée entre les rues François-Gérard et du Père-Brottier et la rue Gros.

Le 6 août 1918, durant la première Guerre mondiale, un obus lancé par la Grosse Bertha explose au no 10 « rue Théophile-Gautier ».
Elle prend sa dénomination actuelle, et son statut d'avenue, par un décret du 17 mars 1933.

## Bâtiments remarquables et lieux de mémoire
- Nos 18-20 : immeuble à façade de briques rouges et beiges, agrémentée de bow-windows blancs construit par l’architecte Charles Blanche en 1899.
- Nos 21-23 : immeubles construits par l'architecte Deneu de Montbrun en 1907.
- Nos 28-30 : immeuble à l’angle de l’avenue de l'Abbé-Roussel, à la façade parée de briques rouges et beiges et dotée de bow-windows blancs, construit par l’architecte Charles Blanche en 1905[3].
- No 38 : l'écrivain François Mauriac vécut à ce numéro de 1931 à sa mort, en 1970[4]. Une plaque lui rend hommage.
- Nos 46-50 : siège de NRJ 12.
- Nos 55-57 : immeuble construit par l'architecte malouin Henry Auffret, donnant sur le 31, rue de Rémusat, comprenant huit étages et haut de 27 mètres. Le no 57 était auparavant l'adresse d'un hôtel particulier acquis en 1786 par Antoine-César de Choiseul-Praslin[1],[5] et inhumé au Panthéon.
- Au croisement avec le 2 rue d'Auteuil : une plaque commémorative apposée sur l’immeuble indique : « Ici s’élevait une maison de campagne habitée par Molière vers 1677 »[6].

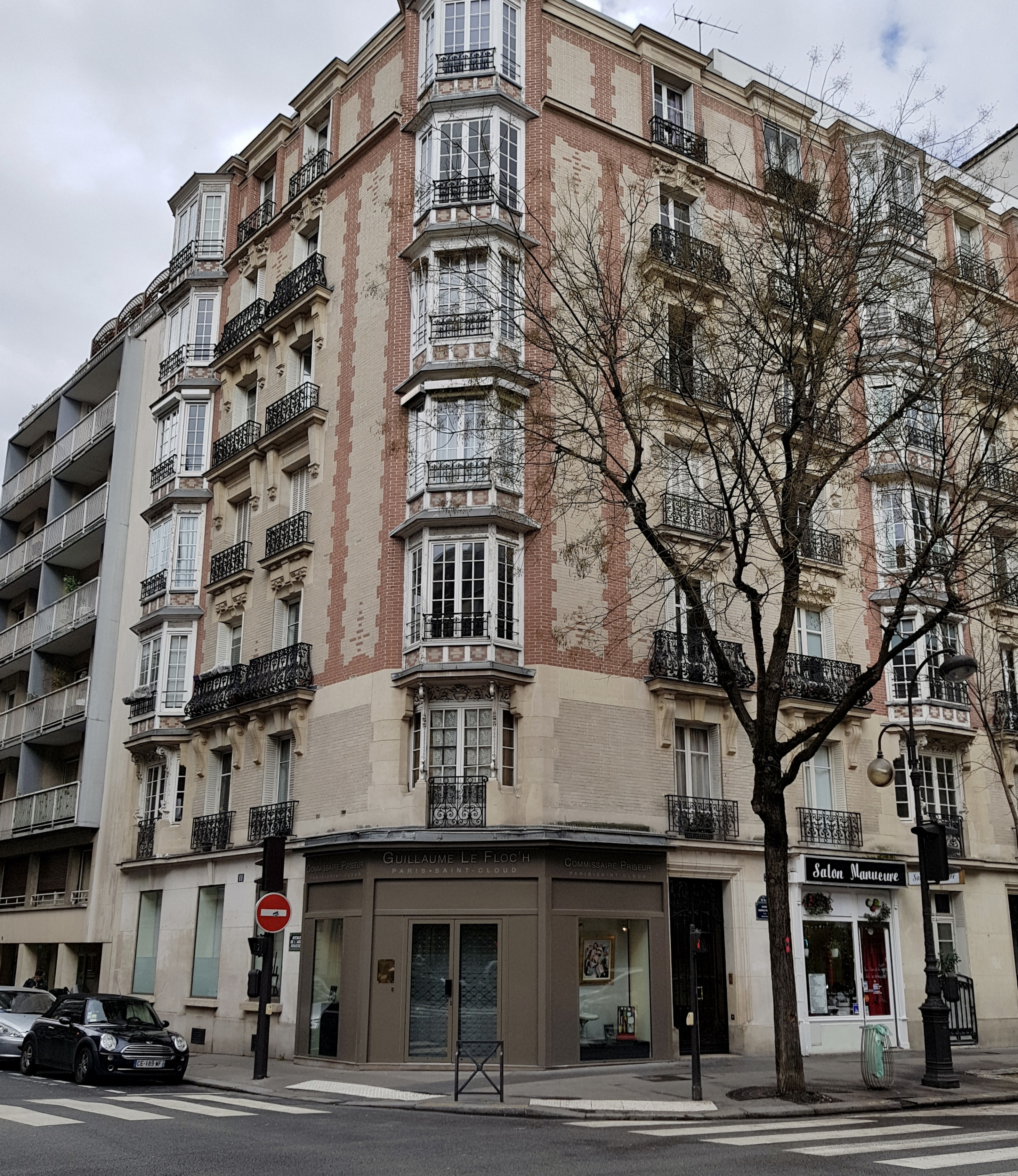
Immeuble de 1899 situé à l'angle de l'avenue de l'Abbé-Roussel et de l'avenue Théophile-Gautier.
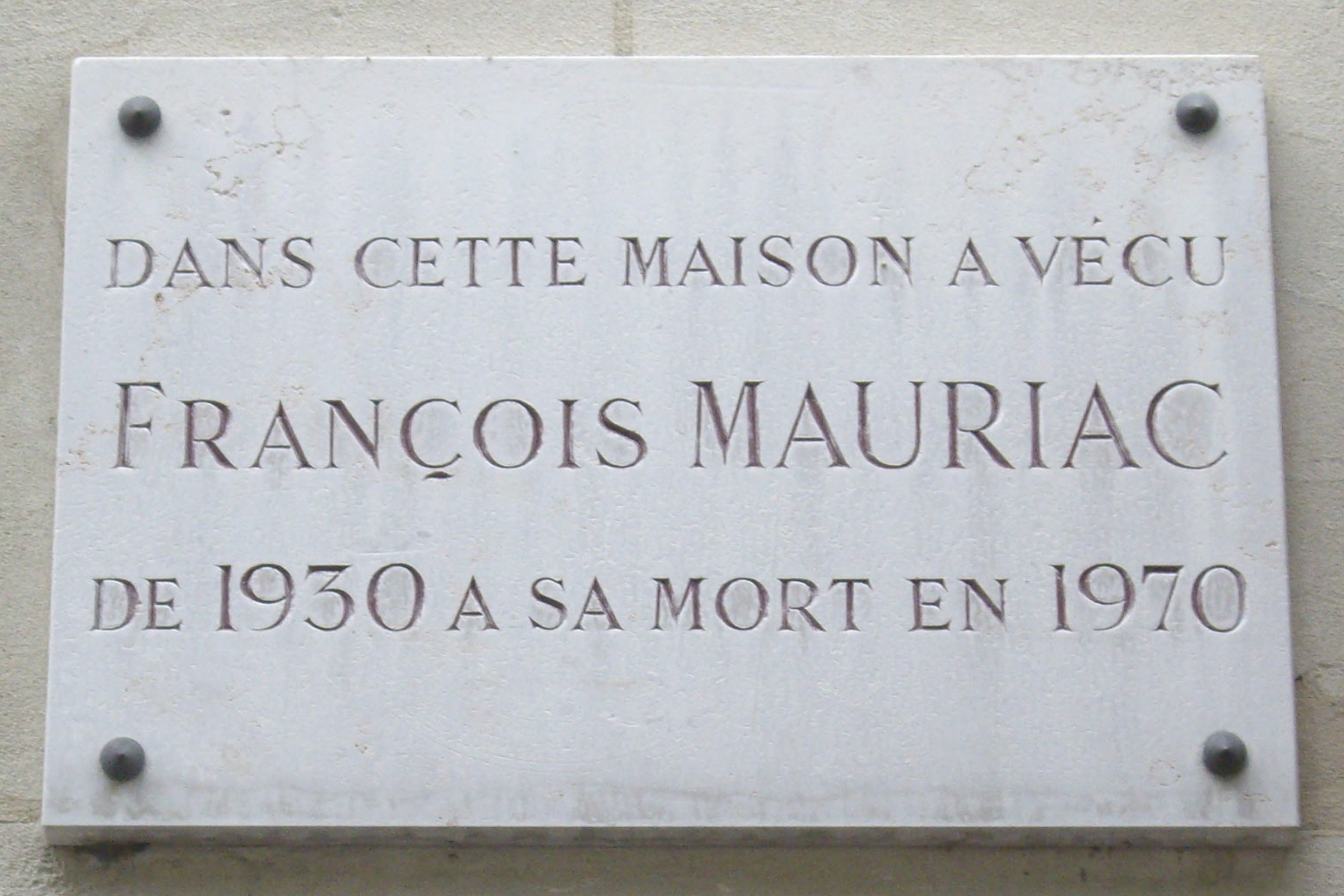
Plaque au no 38.
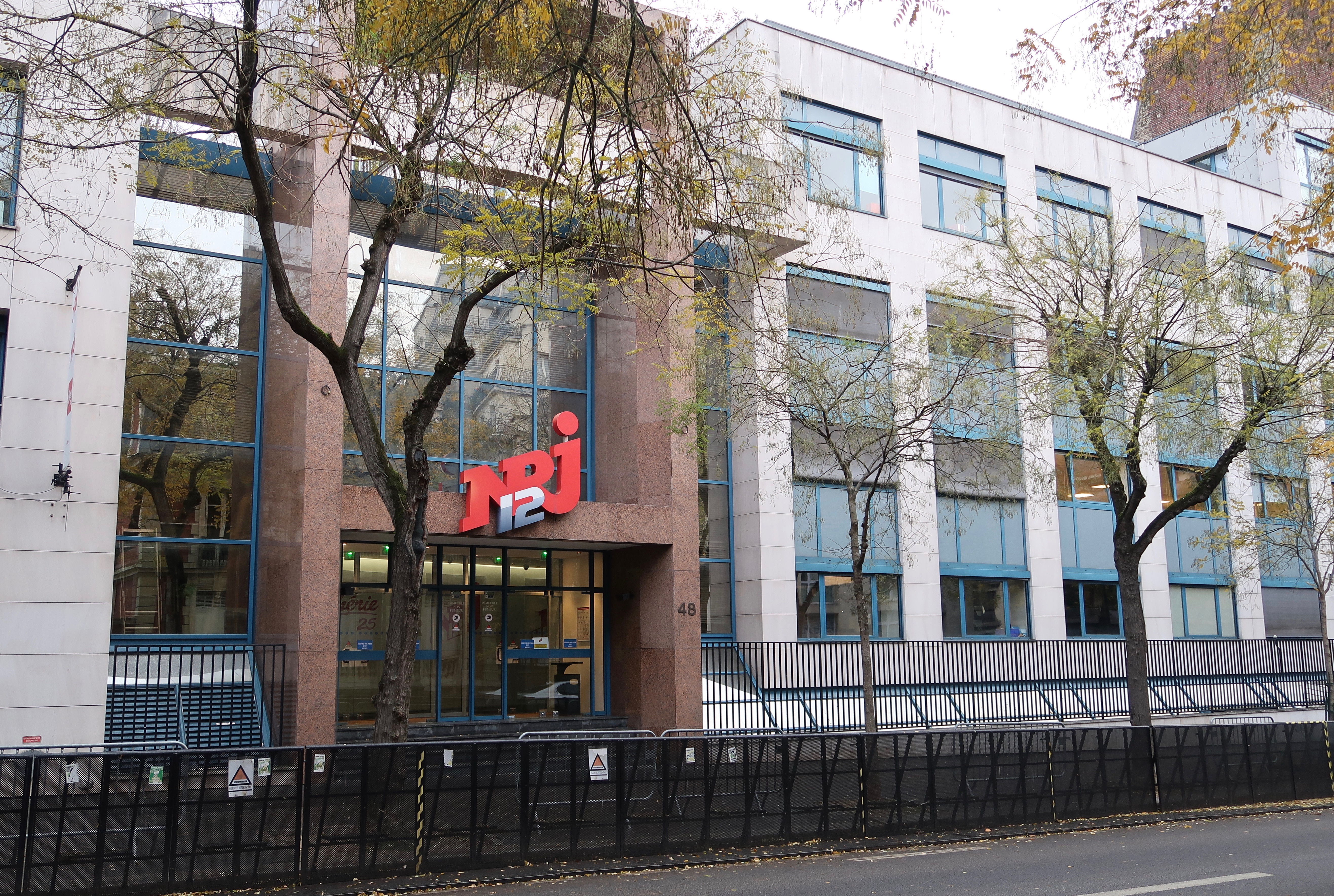
Siège de NRJ 12 aux nos 46-50.
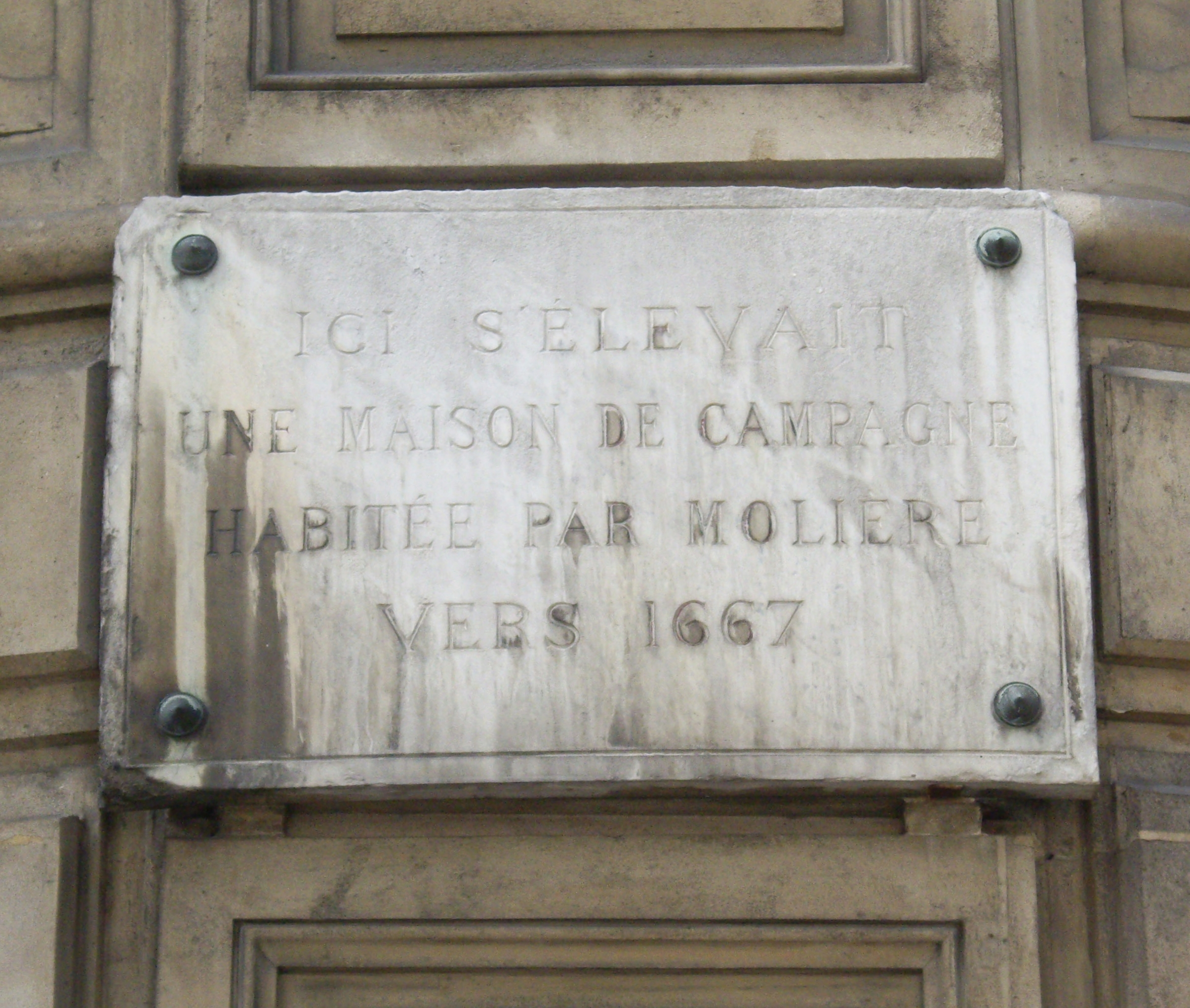